# ایرپورت روود ادیشن (تگزاس)
ایرپورت روود ادیشن، تگزاس (به انگلیسی: Airport Road Addition, Texas) یک منطقهٔ مسکونی در ایالات متحده آمریکا است که در تگزاس واقع شده‌است.

## خصوصیات
ایرپورت روود ادیشن ۵٫۵ کیلومترمربع مساحت و ۱۳۲ نفر جمعیت دارد و ۳۱ متر بالاتر از سطح دریا واقع شده‌است.